# Yngve Stiernspetz
Yngve Stiernspetz (Eksjö, Småland, 27 d'abril de 1887 – Lidingö, 4 d'abril de 1945) va ser un gimnasta artístic suec que va competir a començaments del segle xx.
El 1912 va prendre part en els Jocs Olímpics d'Estocolm, on va guanyar la medalla d'or en el concurs per equips, sistema suec del programa de gimnàstica.
Després de graduar d'una escola secundària es va allistar a l'artilleria sueca. El 1925 fou ascendit a capità, i dos anys més tard esdevingué cap del regiment d'artilleria de Småland. El 1931 va ser guardonat amb l'Orde de l'Espasa.